# Vernantes
Vernantes település Franciaországban, Maine-et-Loire megyében. Lakosainak száma 2006 fő (2022. január 1.). Vernantes Blou, La Breille-les-Pins, Mouliherne, Neuillé, Saint-Philbert-du-Peuple, Vernoil-le-Fourrier és Noyant-Villages községekkel határos.

## Népesség
A település népessége az elmúlt években az alábbi módon változott:
| Lakosok száma | 1808 | 1696 | 1749 | 1856 | 1975 | 1988 | 1997 | 1993 | 1993 | 2006 |
|               | 1968 | 1982 | 1990 | 2006 | 2013 | 2015 | 2017 | 2019 | 2020 | 2022 |